# Beckiella sellnicki
Beckiella sellnicki är en kvalsterart som först beskrevs av Hammer 1961.  Beckiella sellnicki ingår i släktet Beckiella och familjen Dampfiellidae. Inga underarter finns listade.